# William Dampier

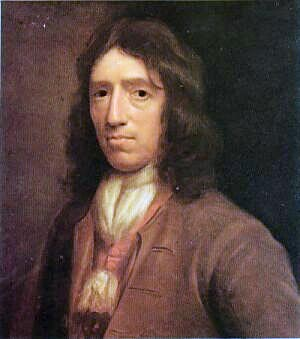
William Dampier, nhà hàng hải, thám hiểm người Anh

William Dampier (1651-1715) là 1 nhà thám hiểm người Anh đã từng 3 lần đi vòng quanh Thế giới. Ông sinh năm 1652 tại làng East Coker thuộc vùng Somersetshire, Anh Quốc. Do cha mẹ ông đều mất sớm nên ông phải bỏ dở việc học của mình và làm nhân viên cho 1 chủ tàu ở vùng Weymouth.

## Các chuyến du hành và khảo cứu của William Dampier
Năm 1673, ông tham gia Hải quân Hoàng gia Anh trong cuộc Chiến tranh Anh-Hà Lan lần II (1672-1674). Sang năm sau ông tham ông tham dự 1 chuyến du hành sang Tây Ấn, tại Jamaica và làm nghề xẻ gỗ tại vịnh Campeche. Trong thời gian này, ông đã tiến hành ghi chép nhật ký mà sau này được viết lại thành cuốn ‘’Voyages to Campache’’ (‘’Những chuyến du hành sang Campeche’’).
Năm 1676, bị khánh kiệt bởi 1 trận bão nên Dampier đã gia nhập 1 nhóm hải tặc. Dù sao thì nhờ trận bão này đã giúp ông có kinh nghiệm để viết cuốn ‘’Discourses of Winds’’ (‘’Luận về các cơn Gió’’). Năm 1678, Dampier quay về nước Anh.
Trong thời gian quay về Anh, ông lập gia đình rồi lại tiếp tục sang miền Tây Ấn để bán dụng cụ nghề mộc cho thợ xẻ ở Campeachy và thu mua gỗ huyết mộc nhưng sau đó ông lại bỏ dở kế hoạch này để tham gia 1 đội hải tặc có cả người Anh và người Pháp và đánh cướp thị trấn Porto Bello và vài nơi khác của người Tây Ban Nha tại Tây Ấn. Sau đó, đạo quân này lại tiếp tục kéo nhau đi chặn cướp tàu của dân Đan Mạch ở bờ biển Tây châu Phi rồi sang Thái Bình Dương chặn tàu chở bạc của Tây Ban Nha đi từ Tây Ấn sang Manila thuộc Philippines.
Tại đảo Mindanao, do mâu thuẫn nội bộ nên William Dampier được các thủy thủ trên tàu thả xuống đảo St Nicobar. Từ đây ông đi thuyền tới Thương điếm Anh ở Aceh trên đảo Sumatra tại Indonesia ở gần đó và bệnh rất nặng.
Sau khi bình phục, ông theo tàu đi Đàng Ngoài trong năm 1688. Sau đó Dampier tiếp tục đi Malacca và Aceh, sang pháo đài St. Georges ở Ấn Độ rồi làm kỹ thuật viên quân sự ở pháo đài Bencouli. Ông về tới nước Anh an toàn trong năm 1691, sau 12 năm du lịch vòng quanh Thế giới.
Sáu năm sau, ông cho công bố tập I của bộ sách Du hành ký vòng quanh Thế giới. Bộ sách này khiến ông trở nên nổi tiếng, các ấn phẩm của nó được dịch ra nhiều thứ tiếng khác nhau.
Năm 1699, ông được chỉ định làm chỉ huy cuộc khám phá Úc châu và New Guine của Hải quân Hoàng gia Anh. Lúc quay về, tàu bị đắm nên ông bị kỷ luật nặng.
Năm 1703 ông tiếp tục chuyến vòng quanh Thế giới lần thứ II. Chiến thuyền Anh của ông bị thuyền Tây Ban Nha đánh chìm, một số thủy thủ bị bắt nhưng Dampier đã nhanh chân chạy thoát cùng khoảng ba chục người khác lên 1 hòn đảo. Tại đây họ hạ được 1 thị trấn là Puna, cướp thêm 1 tàu Tây Ban Nha rồi vượt Thái Bình Dương sang miền Đông Ấn để rồi bị người Hà Lan tóm cổ và cầm tù. Sau khi trở về nước, ông không còn một chút tài sản nào.
Năm 1708 ông tiếp tục đi vòng quanh Thế giới lần III. Từ Anh, ông theo chiến hạm của Hải quân đi đánh người Tây Ban Nha rất thành công. Dampier cùng các bạn của mình vượt Thái Bình Dương qua Á Châu rồi về nước Anh an toàn, trở nên giàu có. 3 năm sau, ông qua đời ở tuổi 63 (1715).